# Talpa (okręg Botoszany)
Talpa – wieś w Rumunii, w okręgu Botoszany, w gminie Cândești. W 2011 roku liczyła 4144 mieszkańców.